# Fan-in

Une porte ET avec trois entrées a un fan-in de 3.

En électronique et en  complexité algorithmique, le fan-in d'un fil électrique, d'une porte logique, ou d'un port d'entrée d'un bloc, est le nombre d'entrées que ce bloc gère ou peut gérer. Plus spécifiquement, dans l'étude théorique des circuits booléens, on parlera en français « d'arité entrante ».
Les portes logiques physiques ayant un plus grand fan-in ont tendance à être plus lentes, car la complexité du circuit d'entrée augmente la capacité électrique du système. Utiliser des portes logiques avec un fan-in plus important contribue à réduire la profondeur d'un circuit logique,.

## Électronique numérique

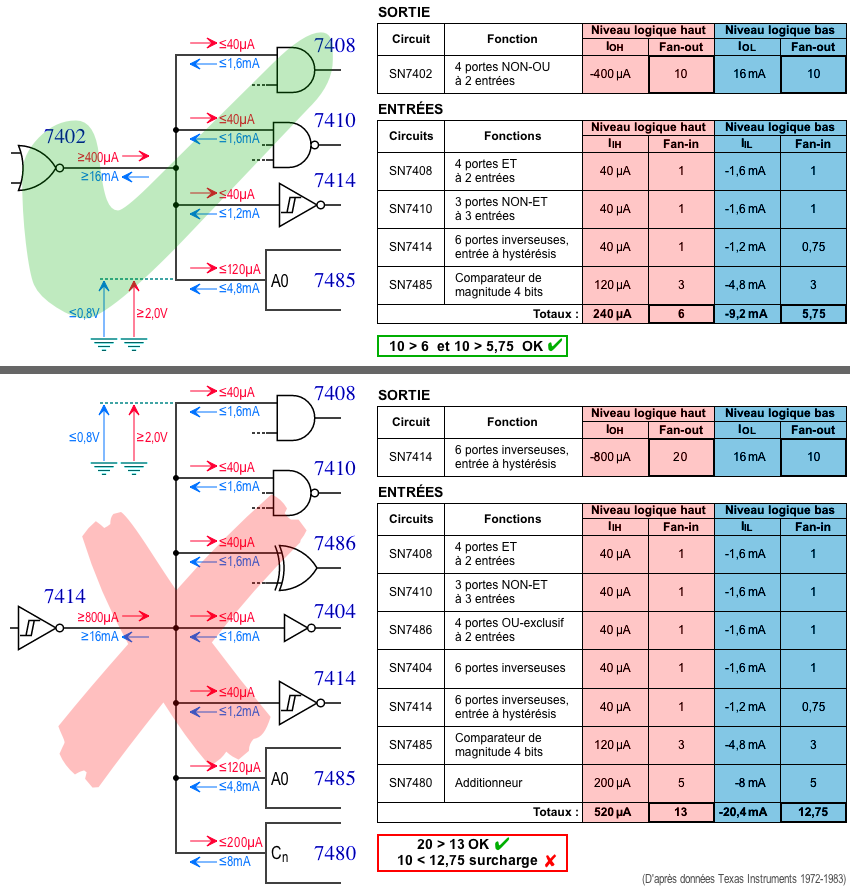
Utilisation du fan-out et du fan-in (charge) dans la détermination du risque de surcharge de la sortie de circuits logiques de la famille TTL Standard 74xx. La charge unitaire est ici définie par un courant de 40 µA à l'état haut et de 1,6 mA à l'état bas.
Par exemple, le fan-in de l'entrée A0 du circuit logique complexe SN7485 (comparateur de magnitude) vaut 3.

En électronique numérique, le fan-in, (ou « entrance » en français) désigne également la charge maximale qu'une entrée d'un circuit logique est susceptible de représenter pour la sortie du circuit logique à laquelle elle est connectée.
On exprime ce fan-in de façon cohérente avec le fan-out (ou « sortance » en français) par le rapport entre cette charge et une charge unitaire conventionnelle correspondant à celle d'une porte logique classique. Par exemple, une entrée qui représente une charge maximale deux fois plus importante que celle d'une porte logique classique a un fan-in de 2. La valeur du fan-in d'une entrée dépend de la famille de circuits logiques servant de référence. Elle peut être différente à l'état bas (0 logique) et à l'état haut (1 logique).
Les règles de conception des circuits logiques imposent que, pour chaque état logique, le fan-out d'une sortie soit supérieur ou égal à la somme des fan-ins des entrées qu'on y connecte. Si cette somme devenait supérieure au fan-out, alors la sortie risquerait d'être surchargée et les niveaux de tension qu'elle produit de ne plus être correctement interprétés par les entrées.